# Central City (Kentucky)
Pour les articles homonymes, voir Central City.
Central City est une ville du comté de Muhlenberg dans le Commonwealth du Kentucky, aux États-Unis. Sa population s’élevait à 5 978 habitants lors du recensement de 2010, estimée à 5 857 habitants en 2016. C'est la plus grande ville du comté.
À environ trois kilomètres à l’est de Central City se trouvait au XXe siècle le village de Brownie, une ville résidentielle de mineurs. C’est ici que Don Everly, un des Everly Brothers, est né en 1937. 